# Bright Sheng
Bright Sheng (født 6. december 1955 i Shanghai, kina) er en kinesisk/amerikansk komponist, professor, dirigent, pianist og lærer.
Sheng studerede som barn klaver hos sin moder, og studerede herefter både klaver og komposition på Musikkonservatoriet i Shanghai. Han kom til USA (1982), hvor han studerede komposition og direktion videre på Queens College og Columbia Universitet hos bl.a. George Perle, Jack Beeson og Leonard Bernstein. Sheng har skrevet orkesterværker, kammermusik, instrumentalmusik, operaer og vokalmusik etc. Han har undervist i som lærer og professor i komposition på et universitet i Washington DC og University of Michigan. Shengs kompositions stil er en blanding af kinesisk folklore og vestlig moderne klassisk tonekunst.

## Udvalgte værker
- H´un (smerter) (1988) - for kammerorkester
- Kina drømme (1995) - for orkester
- Forårs drømme (1997) - for stemme og kinesisk orkester
- Rød silke dans (1999) - for klaver og orkester